# Illa Hunter (Colúmbia Britànica)
L'illa Hunter és una illa de la costa nord de la província canadenca de la Colúmbia Britànica. Es troba a la costa del Queen Charlotte Sound, uns 130 quilòmetres al nord de Port Hardy, a l'extrem nord de l'illa de Vancouver.
Al sud de l'illa hi ha diverses illes petites, com ara Stirling i Nalau. Al sud d'aquestes, a través del pas de Hakai, hi ha l'illa Calvert. A l'est, hi ha l'Inside Passage, que separa l'illa Hunter del continent i l'illa King. El Queens Sound es troba a l'oest, entre l'illa i l'arxipèlag Goose Group. Pel nord, l'illa està separada de l'illa Denny pel Lama Passage i de l'l'illa Campbell pel canal Hunter.
L'illa fa 34 quilòmetres de llargada i té una amplada que oscil·la entre els 5 i els 16 quilòmetres. La seva superfície és de 334 km² i el seu punt més alt s'eleva fins als 899 msnm.
Al sud de l'illa, al pas de Hakai Pass hi ha l'àrea de conservació de Hakai Luxvbalis, amb més de 1.200 km² de terra i mar, és l'àrea marina protegida provincial més gran de la costa de la Colúmbia Britànica. L'àrea recreativa provincial de Hakai, de 50.707 ha, inclou la part sud de l'illa Hunter i la part nord de l'illa Calvert, així com nombroses illes més petites de la zona.